# 알데알라푸엔테

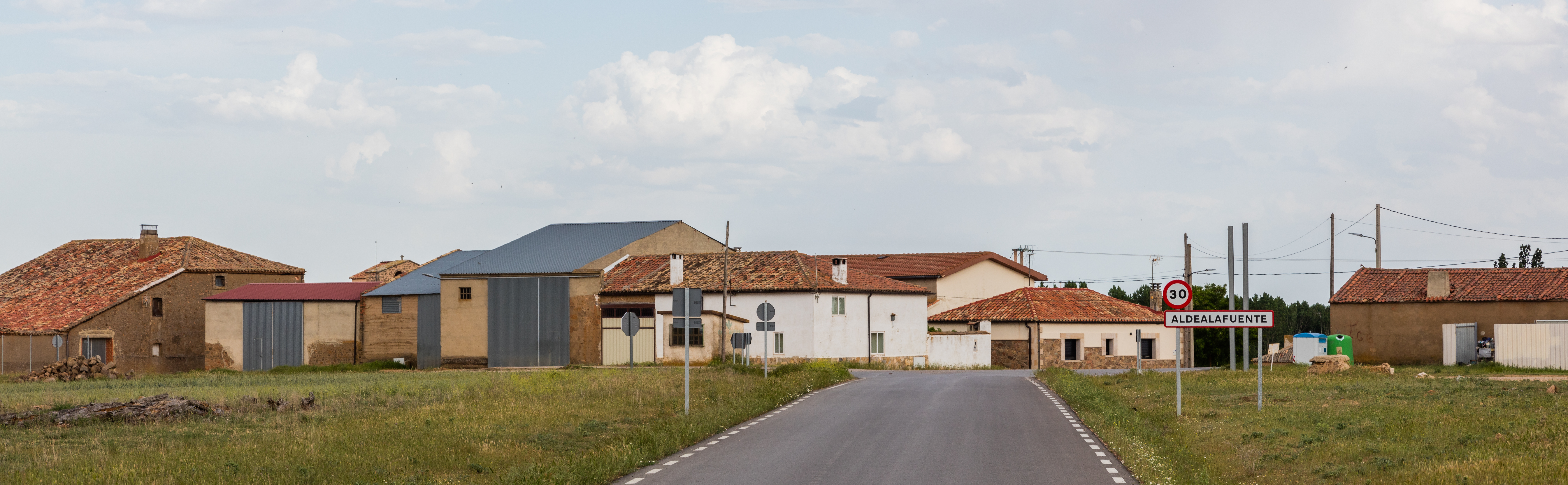

알데알라푸엔테(Aldealafuente)는 스페인 카스티야이레온주 소리아도에 위치한 지방 자치체이다. 이 자치체의 거주 인구 수는 128명이다.
이 지역은 중세에는 Sexmo de Lubia의 일부를 형성하였던 Comunidad de Villa y Tierra de Soria에 속하였다.

## 정착지
| 정착지         | 인구 (2000) | 인구 (2010) |
| -------------- | ----------- | ----------- |
| 알데알라푸엔테 | 93          | 79          |
| Ribarroya      | 38          | 22          |
| Tapiela        | 22          | 12          |